# Liw (gromada)
Liw – dawna gromada, czyli najmniejsza jednostka podziału terytorialnego Polskiej Rzeczypospolitej Ludowej w latach 1954–1972.
Gromady, z gromadzkimi radami narodowymi (GRN) jako organami władzy najniższego stopnia na wsi, funkcjonowały od reformy reorganizującej administrację wiejską przeprowadzonej jesienią 1954 do momentu ich zniesienia z dniem 1 stycznia 1973, tym samym wypierając organizację gminną w latach 1954–1972.
Gromadę Liw z siedzibą GRN w Liwie utworzono – jako jedną z 8759 gromad – w powiecie węgrowskim w woj. warszawskim, na mocy uchwały nr VI/10/22/54 WRN w Warszawie z dnia 5 października 1954. W skład jednostki weszły obszary dotychczasowych gromad Jarnice, Krypy i Liw ze zniesionej gminy Ruchna w tymże powiecie. Dla gromady ustalono 19 członków gromadzkiej rady narodowej.
1 stycznia 1959 z gromady Liw wyłączono kolonię Jarnice, włączając ją do gromady Wyszków w tymże powiecie.
31 grudnia 1961 do gromady Liw włączono wsie Połazie Liwskie, Popielów, Rąbież i Zawady ze zniesionej gromady Żelazów w tymże powiecie.
Gromada przetrwała do końca 1972 roku, czyli do kolejnej reformy gminnej. 1 stycznia 1973 w powiecie węgrowskim utworzono gminę Liw z siedzibą w Liwie (obecnie siedziba gminy znajduje się w Węgrowie).